# Corydoras duplicareus
Corydoras duplicareus Sands, 1995 è un pesce tropicale d'acqua dolce, appartenente alla famiglia Callichthyidae.

## Distribuzione e habitat
Proviene dagli affluenti brasiliani del Rio negro.

## Descrizione
Presenta un corpo compresso sull'addome, con bocca e barbigli rivolti verso il basso. La colorazione è rosata pallida escluso il dorso, nero con una macchia arancione abbastanza ampia. Non supera i 4 cm. Le pinne sono trasparenti, la pinna caudale è biforcuta. Per l'occhio passa una fascia verticale nera. Le femmine sono più grosse.

## Biologia

### Riproduzione
La femmina raccoglie le uova (non più di 40) tra le pinne pelviche durante la fecondazione. Esse vengono poi abbandonate e si schiudono in meno di cinque giorni.

### Alimentazione
È onnivoro.

## Acquariofilia
Può essere allevato in acquario, ma se si riproduce potrebbe mangiare le proprie uova.